# Theodor II. (Jerusalem)
Theodoros († 770) war von 745 (nach anderer Quelle ab 749) bis zu seinem Tod orthodoxer Patriarch von Jerusalem.
Nach dem Tod des Patriarchen Johannes V. († 735) vergingen mindestens zehn Jahre, bis Theodoros zum Patriarchen erwählt wurde. In seine Amtszeit fällt der Bilderstreit, in dem Theodoros auf der Seite der „Ikonodulen“ oder Bilderverehrer stand. So weigerte er sich im Jahr 754, an der Synode in Hiereia teilzunehmen, auf der unter Druck von Kaiser Konstantin V. einige den Ikonoklasmus fördernde Entscheidungen getroffen wurden. Im Jahr 764 verhängte Theodoros das Anathema gegen Cosmas II., Bischof von Epiphaneia, der von der Seite der Bilderfreunde zu jener der Bildergegner gewechselt war.
Zur Zeit des Zweiten Konzils von Nicäa (787) war Theodoros bereits verstorben.